# Kościół św. Piotra w Ystad

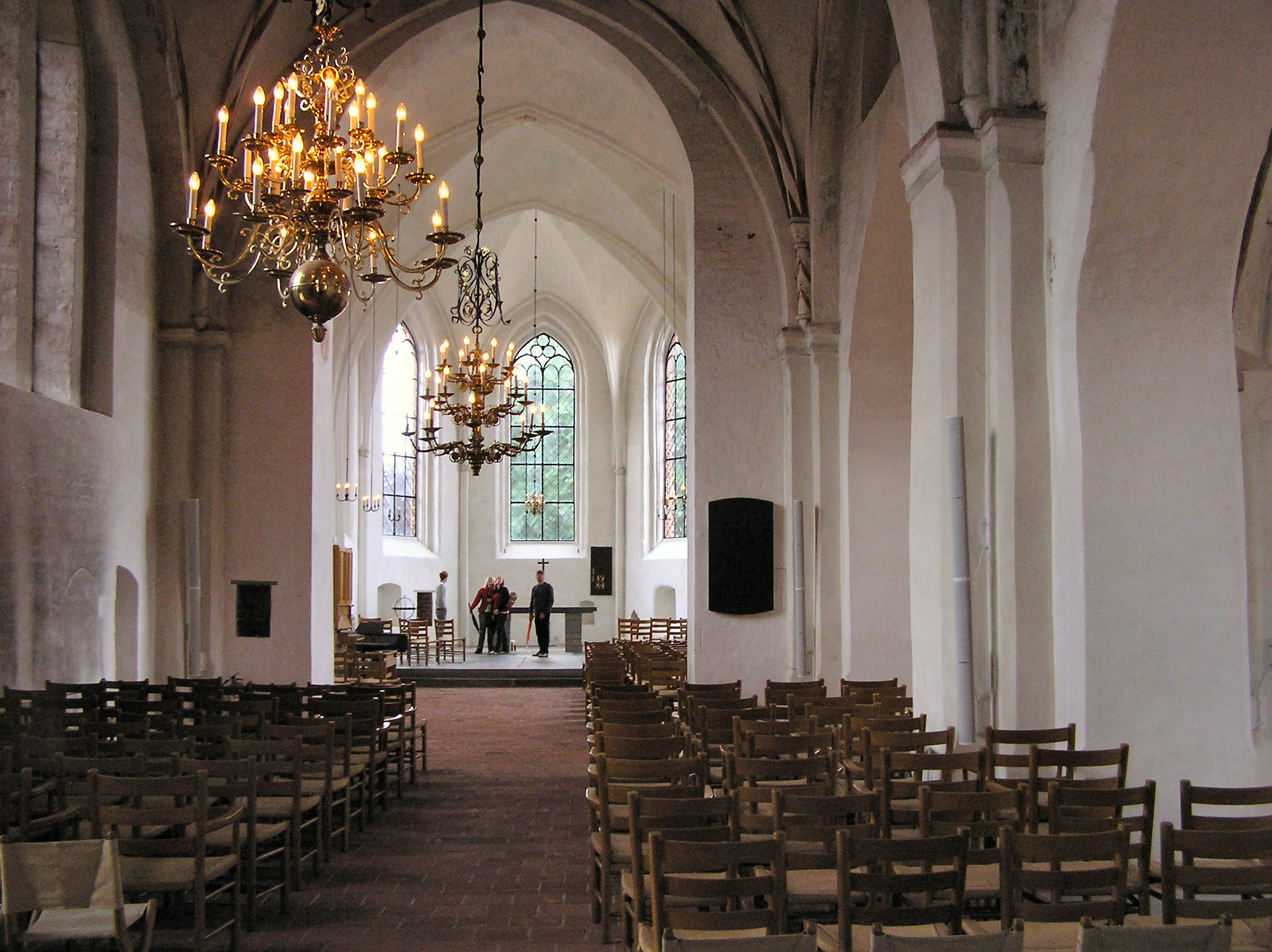
Wnętrze kościoła

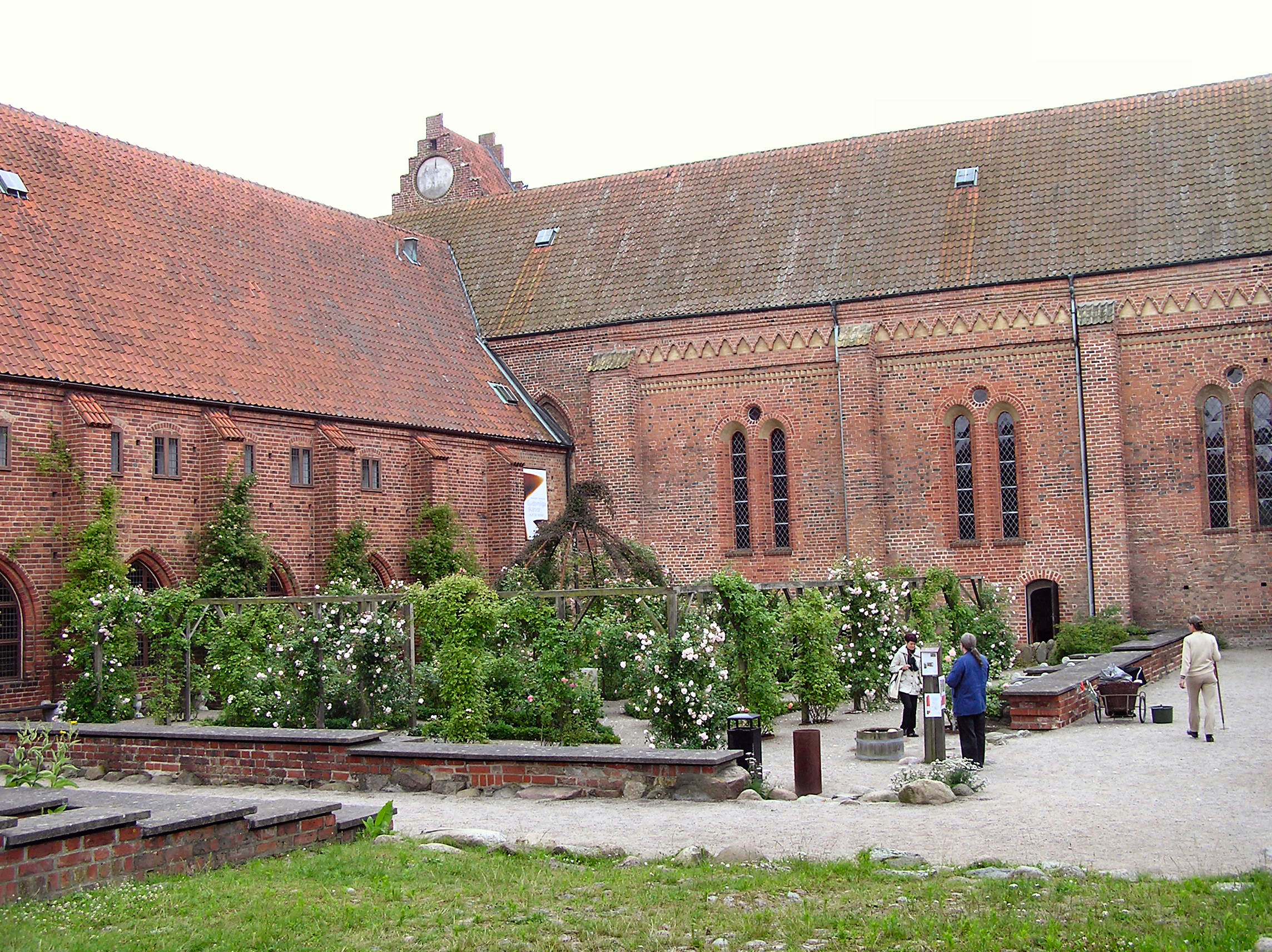
Wirydarz klasztorny.

Kościół św. Piotra w Ystad (szw. Sankt Petri kyrka, Ystad lub Klosterkyrkan) – kościół szwedzkiego kościoła ewangelicko-luterańskiego w Ystadzie (region terytorialny Skania, region historyczny Skania), położony przy S:t Petri kyrkoplan, w północno-wschodniej części centrum miasta. Obok budynku klasztornego znajdują się ogrody: różany i zielny.
Kościół św. Piotra ma status zabytku sakralnego według rozdz. 4 Kulturminneslagen (pol. Prawo o pamiątkach kultury) ponieważ został wzniesiony do końca 1939 (3 §).

## Historia
Pierwsze zakony żebracze pojawiły się w Skanii na początku XIII w. W 1222 w Lund jako pierwsi założyli swój klasztor dominikanie a w 1238 franciszkanie. W 1267 franciszkanie rozpoczęli budowę założeń kościelno-klasztornych w Trelleborgu i Ystad.
Inskrypcja na kościele w Ystad wskazuje, iż kościół założył rycerz Holmger i jego żona Katarzyna. W ślad za nimi również inni darczyńcy pospieszyli z darami na rzecz budowy klasztoru. Sam kościół znajdował się w południowej części wzniesionych na planie czworoboku zabudowań. Został wzniesiony z cegły jako kościół halowy. W XIV w. zbudowano trzynawowe, świetliste prezbiterium a sam kościół rozbudowano w kierunku południowym. Rząd herbów na ścianach prezbiterium świadczy o tym, iż jego budowę finansowo wspomagała miejscowa szlachta. Pod koniec XV w. nad fasadą kościoła zbudowano okazały szczyt zachodni i wieżę. Nad klasztorem zbudowano wysoki dach a narożniki wykończono szczytami.
Zachowane archiwalia i wykopaliska pozwalają odtworzyć plan i dyspozycję założenia klasztornego franciszkanów. Znajdująca się obok wieży kościelnej mała wartownia umożliwiała kontakt pomiędzy mieszkańcami klasztoru a światem zewnętrznym. Obok portalu jest jeszcze dziś widoczne małe okienko do prowadzenia rozmów. Przez bramę wchodziło się na wirydarz klasztorny, założony na planie niemal kwadratu, okolony dookoła krużgankami. W północnym skrzydle klasztoru znajdowała się kuchnia i spiżarnia a w piwnicy piec i nawiew ciepłego powietrza, używanego do ogrzewania wyższych kondygnacji. W części wschodniej ulokowano dwie sale (zachowane do dzisiaj), z których jedna używana była jako kapitularz a druga jako refektarz. Na piętrze znajdowało się dormitorium.
W 1532, kiedy nadeszła reformacja, zakonnicy znaleźli się w niełasce. Mieszczaństwo w Ystad zażądało przekształcenia okazałego klasztoru na szpital. Król Danii (do której wówczas należała Skania) Fryderyk I uczynił zadość tym żądaniom 16 marca. Zakonnicy zostali wyrzuceni z klasztoru i z miasta. Opuszczony klasztor zamieniono na szpital (do 1777), zaś kościół stał się zwykłym kościołem parafialnym. W 1600 wyburzono północne i zachodnie skrzydło byłego klasztoru, z których do czasów współczesnych zachowały się tylko ruiny. Po zamknięciu szpitala w klasztorze uruchomiono gorzelnię; jej część ulokowano również w krużgankach, dokonując przy okazji ich przebudowy. W 1791 w klasztorze ulokowano magazyn mąki. W latach 1908–1912 odrestaurowano pozostałe części założenia klasztornego.
W skrzydle wschodnim mieści się obecnie muzeum miejskie. Zachowały się w nim dawne pomieszczenia zakonne oraz ślady cel. W 1967 gmina Ystad przejęła kościół klasztorny i umożliwiła przeprowadzenie jego renowacji.

## Wyposażenie
Większość wyposażenia kościoła znajduje się obecnie w Lund. W samym kościele pozostała jedynie chrzcielnica z XIV w. i ok. 80 kamieni nagrobnych z XIV – XVIII w.